# فانغسنس
فانغسنس (بالنرويجية: Vangsnes) هي منطقة سكنية تقع في بلدية فيك بمقاطعة سوغن وفيوردانه، النرويج.